# Tom Clancy's The Division
Tom Clancy's The Division es un videojuego perteneciente al género de multijugador en línea, en tercera persona, de disparos táctico y rol de acción desarrollado por Ubisoft Massive bajo la marca Tom Clancy, lanzado oficialmente a nivel mundial el 8 de marzo de 2016 para las plataformas PlayStation 4, Xbox One y Microsoft Windows. Fue anunciado durante la conferencia de prensa de Ubisoft en el E3 2013, junto con una demo de la jugabilidad de siete minutos. La acción se lleva a cabo en una Nueva York postapocalíptica, con jugadores explorando la ciudad devastada bajo el fuego de grupos opositores.

## Personajes
- Faye Lau: Agente de The Division en la segunda oleada.
- Roy Benítez: jefe de la JTF.
- Doctora Kandell: viróloga, investigadora para la vacuna del virus del dólar.
- Coronel Charles Bliss: Enemigo principal de la historia.
- Doctor Gordon Amherst: genetista, principal responsable del virus del dólar.
- Paul Rhodes: Ingeniero de campo y veterano que luchó en Irak.

## Trama
The Division está inspirado por la Operation Dark Winter y la Directive 51, eventos reales que "revelaron lo vulnerables que nos hemos convertido"; la sociedad se ha vuelto "frágil" y "compleja". En el juego, un grupo terrorista crea un arma biológica nombrada como "Fiebre del Dolar", debido a que usa el dinero como medio de propagación, que se extiende durante el «viernes negro» causando el colapso de Estados Unidos en cinco días. En este contexto el jugador forma parte de un grupo llamado "Strategic Homeland Division (SHD)", conocido como "The Division". Este grupo fue establecido en forma discreta por el gobierno de los Estados Unidos con agentes durmientes a lo largo del país a la espera de ser activados en caso de una amenaza catastrófica. Están entrenados para hacer lo que sea para  "salvar lo que queda" en una situación desesperada; la acción se llevará a cabo en diversas zonas de Nueva York, en un mapa planteado en forma de multijugador masivo en línea. El mapa se encuentra dividido en una zona PvP y otra PvE, donde los jugadores deberán ayudar o combatir en contra de amigos, IA, y otros jugadores.

## Zona Oscura
La Zona Oscura (ZO) es donde golpeó más fuerte el virus del dólar y la JTF la aisló y la llamó así. Esta ubicación es la zona PvP del juego y es ahí donde se pueden reunir jugadores de todo el mundo y donde se concentra parte importante de la acción multijugador porque en esta localización se encuentran las recompensas más grandes y los enemigos más poderosos. En este lugar uno puede decidir sobre su reputación de la Zona Oscura, o bien atacando a agentes no hostiles y convertirse en un agente renegado; o haciendo justicia y cazar agentes renegados, que aparecen señalados en el mapa y serán visibles para todos cuando ellos decidan atacar a otros jugadores. Aquellos agentes renegados que son cazados entregarán las mayores recompensas y experiencia de la ZO a sus cazadores.

## Desarrollo
The Division estuvo siendo desarrollado originalmente como exclusivo para las octava generación de consolas. Sin embargo, poco tiempo después de su revelación, Ubisoft lanzó la siguiente declaración en la cuenta oficial de Twitter del juego:

[...] Estamos optimizando la experiencia para las consolas de siguiente generación. Sin embargo, no descartamos cualquier plataforma para el futuro.

Ubisoft sin embargo pide a los jugadores de PC mostrar interés en el juego firmando peticiones, para que después ellos decidan.

El 20 de agosto de 2013 Ubisoft anunció que el juego sería lanzado para PC en Microsoft Windows como resultado de "la comunidad apasionada y vocífera de PC".
El 7 de diciembre de 2013, Ubisoft mostró el motor con el que Tom Clancy: The Division funcionará, llamado Snowdrop durante el VGX. Se destacaron mejoradas características como unos efectos de iluminación más avanzados, texturas mejoradas y un incremento de la interactividad física del jugador con el entorno.
El 15 de mayo de 2014, fue anunciado que el lanzamiento de "The Division" se retrasará hasta 2016, de acuerdo a una fuente anónima de Ubisoft Massive studio: "El motor del juego funciona bien, no está terminado, pero funciona bien. De todas maneras, la fase de desarrollo acaba de comenzar". The Division usa el motor Snowdrop, diseñado sólo para la nueva generación. El 5 de junio de 2014, Ubisoft anunció que The Division será presentado en la E3 2014.

## Recepción

### Crítica
Tom Clancy's The Division recibió críticas "generalmente favorables" según la página de reseñas, Metacritic. Ars Technica hizo comparaciones entre The Division y Destiny, un videojuego de disparos en primera persona con mecánicas generales similares, con respecto a los elementos, artesanía de "mundo compartido". El juego también se comparó con los videojuegos de rol multijugador masivos en línea "modernos" (MMORPG), explicando que "estructuralmente, todo parece que podría haber sido arrancado de Guild Wars 2 o de un World of Warcraft de última hora, "incluyendo" ese antiguo elemento básico de los MMO de estar atrapado en una cola de servidores antes de sumergirse en un juego "en lanzamiento, en combinación con el" estilo de diseño de Ubisoft por excelencia "de varios tipos de sistemas coleccionables y de actualización. "The Division" fue criticado por carecer de variedad en sus actividades y misiones, explicando que "hace poco para romper o avanzar lo que se está convirtiendo rápidamente en la forma general del género de "saqueador de botines". De hecho, se necesitan muy pocos riesgos, especialmente con sus enemigos y el diseño del encuentro. "The Dark Zone" fue descrita como "desgarradora", pero fue criticada por compartir las características con el contenido posterior al juego de Destiny. Ya que el único medio de obtener un equipo de mayor nivel, en última instancia, solo teóricamente se necesita para jugar más en la Zona oscura, y para no introducir ninguna diferencia importante en la mecánica del juego como las incursiones de Destiny.
Vince Ingenito de IGN fue más crítico con Tom Clancy's The Division, y señaló que "al lado de cada cosa buena que hace The Division, cuelga un asterisco grande y feo". La atmósfera general fue criticada por ser "estéril y desaprovechada" en general; como ejemplos, Ingenito se enfocó en la falta de eventos dinámicos en el mundo del juego, que hubo "largos tramos de caminatas sin eventos donde muy poco sucede" debido a la falta de eventos y encuentros, la falta de variedad en misiones y actividades, y el diseño de la red de Manhattan hizo que la navegación y la exploración fueran "tediosas". La mecánica de armas de Tom Clancy's The Division se describió como "estándar" y más en línea con la sensación más realista de otros Juegos de la marca Tom Clancy, con armas que tenían sensaciones distintas debido a sus estadísticas variables, y que "el hecho de que la acción se apoye tan fuertemente en tácticas inteligentes hace que sea gratificante cuando el último enemigo en un paquete finalmente se cae".
El sistema de progresión también fue criticado por estar "fracturado", requiriendo que los jugadores visiten múltiples ubicaciones con diferentes sistemas para mejorar sus habilidades, explicando que "es difícil medir exactamente qué tan fuerte eres en realidad, y como resultado, es fácil entrar por encima de tu cabeza en una misión que tu nivel de personaje indica que puedes manejar". Aunque señaló que su contenido postjuego se limitaba principalmente a versiones más difíciles de las misiones de la historia con enemigos más fuertes tipo "esponjas de bala", Ingenito elogió a la Zona oscura por "solucionar casi todos los problemas que tengo con el ritmo de Tom Clancy's The Division, su falta de momentos impulsados por los jugadores, la debilidad, y el vacío en general de su mundo abierto ", agregando un peligro" omnipresente" y un mayor grado de riesgo para las interacciones de los jugadores. En conclusión, Ingenito sintió que las ideas y la mecánica del juego "no se extendieron uniformemente ni se entrelazaron lo suficientemente limpios como para formar un circuito cohesivo y consistentemente agradable".
Antes de la versión 1.0.2 del juego, los NPC enemigos nombrados reaparecían indefinidamente, siempre y cuando su séquito de secuaces nunca fueran asesinados. Esto permitió a los jugadores recoger el botín superior y superior de los enemigos nombrados una y otra vez. El objetivo más popular de este exploit era un personaje conocido como Bullet King, ya que este personaje era el enemigo designado más cercano a cualquier punto de generación de jugadores en el juego. El error se resolvió en el parche 1.0.2 del juego, lanzado por Ubisoft el 22 de marzo de 2016.

### Ventas

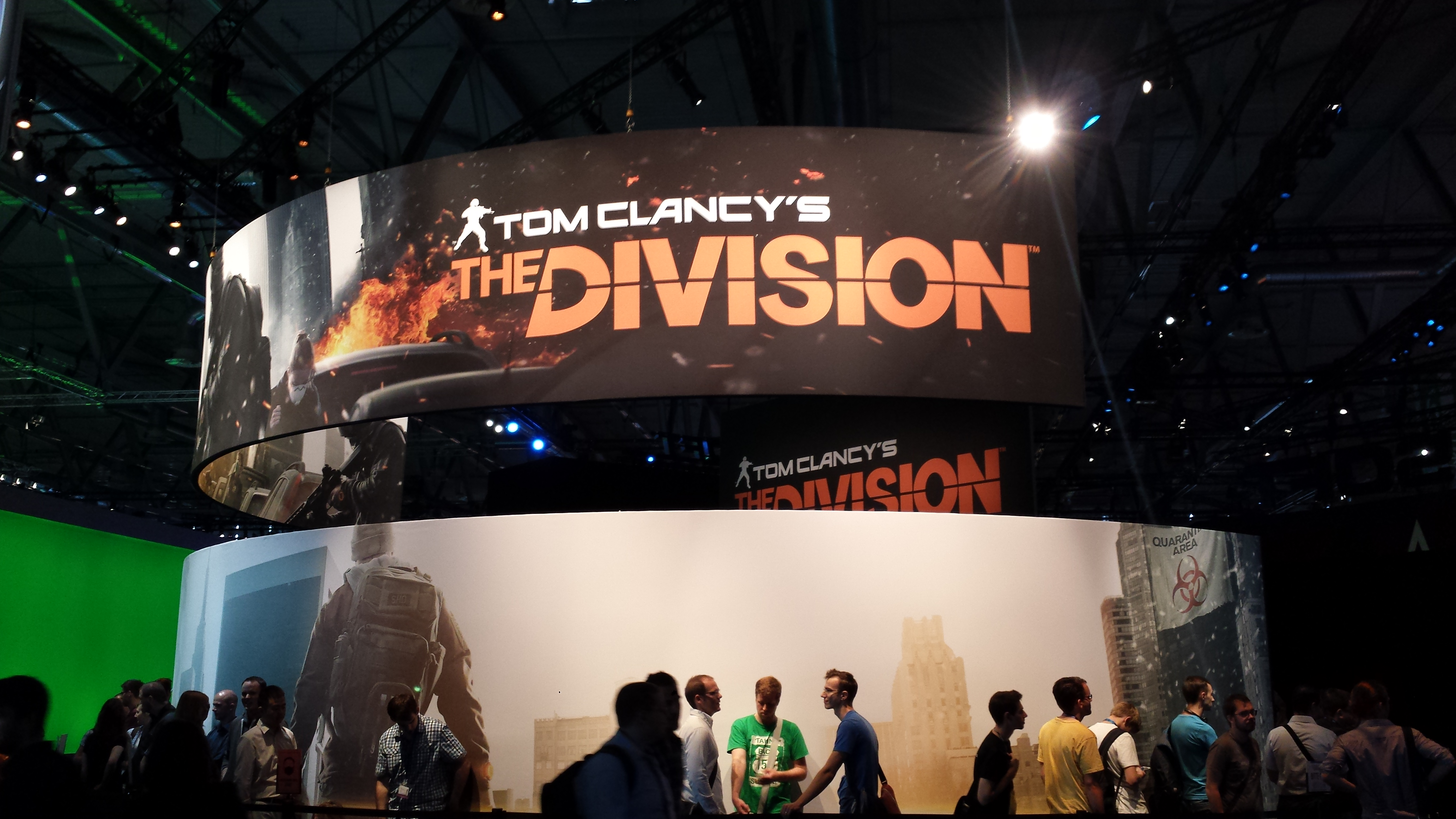
Stand de Tom Clancy's The Division en Gamescom 2013.

Según Ubisoft, el videojuego rompió récords de la compañía, incluyendo el mayor número de ventas en el primer día (rompiendo el récord previamente establecido por Watch Dogs en 2014) y convirtiéndose en el videojuego más vendido de la compañía. La División también rompió el récord de la industria para el lanzamiento más grande de la primera semana de una nueva franquicia de videojuegos, generando una cantidad estimada de $330 millones en todo el mundo. La versión comercial de Tom Clancy's La Division fue el juego más vendido en su semana de lanzamiento en el Reino Unido e Irlanda, debutando en el puesto n.º 1 de la lista de ventas de software minorista del Reino Unido. El lanzamiento del juego marcó el debut más grande de videojuegos en el primer trimestre del año en el Reino Unido, rompiendo el récord previamente registrado por el videojuego de Sony, Gran Turismo 4. Fue el tercer lanzamiento más grande de un juego de Ubisoft en el Reino Unido, detrás de Assassin's Creed III y Watch Dogs. El juego tiene la semana más alta de ventas para una nueva propiedad intelectual , rompiendo el récord de Destiny. El juego fue el No. 1 en Japón, vendiendo más de 80,000 unidades en su primera semana. En Grup NPD indicó que la versión comercial de Tom Clancy's La Division era el juego más vendido en marzo de 2016 en los EE. UU.

## Adaptación cinematográfica
El 1 de junio de 2016, se anunció que el estudio está desarrollando una película de acción en vivo con Jake Gyllenhaal como protagonista. En el mismo informe se anunció que Gyllenhaal también producirá la película con Gerard Guillemot de Ubisoft, mientras que el estudio está buscando un escritor para escribir el guion de la película. En agosto de 2016, se informó que Jessica Chastain fue elegida para la película. El 19 de enero de 2017, Ubisoft eligió al cineasta Stephen Gaghan para dirigir la película.